# Mohamed Simakan
Mohamed Simakan (ur. 3 maja 2000 w Marsylii) – francuski piłkarz gwinejskiego pochodzenia, występujący na pozycji obrońcy w saudyjskim klubie Al-Nassr.

## Kariera juniorska
Simakan grał jako junior w Vivaux MS (2008–2009),  FC Bruz (2009–2010), FC Rouguière (2010–2011), Olympique Marsylia (2011–2014), JO St Gabriel (2015), Air Bel (2015-2017), RC Strasbourg (2017–2018).

## Kariera seniorska

### RC Strasbourg II
Simakan zadebiutował w rezerwach RC Strasbourg 14 października 2017 w meczu z FCSR Haguenau (wyg. 0:1). Pierwszą bramkę zdobył 18 kwietnia 2018 w wygranym 2:0 spotkaniu przeciwko AS Erstein. Łącznie dla tych rezerw rozegrał on 24 mecze strzelając jednego gola.

### RC Starsbourg
Simakan zaliczył debiut w pierwszej drużynie RC Strasbourg 25 lipca 2019 w wygranym 3:1 spotkaniu eliminacji do Ligi Europy przeciwko Maccabi Hajfa. Pierwszego gola strzelił 13 grudnia 2020 w meczu z FC Metz (2:2). Ostatecznie w barwach tego klubu wystąpił 44 razy zdobywając jedną bramkę.

### RB Lipsk
Simakan podpisał kontrakt z RB Lipsk 22 marca 2021. Zadebiutował u nich 15 sierpnia 2021 w meczu z 1. FSV Mainz 05 (przeg. 1:0). Pierwszą bramkę zdobył 13 marca 2022 w wygranym 1:6 spotkaniu przeciwko SpVgg Greuther Fürth. Łącznie rozegrał dla nich 122 mecze strzelając siedem goli.

### Al-Nassr
Simakan przeszedł do Al-Nassr 2 września 2024 za 45 mln €. Debiut dla nich zaliczył 13 września 2024 w zremisowanym 1:1 spotkaniu przeciwko Al-Ahli Dżudda. Pierwszego gola strzelił 26 stycznia 2025 w meczu z Al-Fateh SC (wyg. 3:1).

## Kariera reprezentacyjna

### Francja U-20
Simakan dwukrotnie wystąpił w barwach reprezentacji Francji U-20. Były to mecze rozegrane 8 września 2019 i 10 października 2019 kolejno ze Słowenią (2:2, strzelił bramkę) i Norwegią (wyg. 1:2).

### Francja U-21
Simakan zadebiutował w kadrze Francji U-21 19 listopada 2022 w meczu z Norwegią (wyg. 1:2). Wystąpił w niej jeszcze w sześciu spotkaniach, nie zdobył żadnej bramki.

## Statystyki

### Klubowe
(aktualne na dzień 26 lutego 2025)
| Klub               | Sezon              | Liga                      | Liga  | Liga   | Puchar kraju | Puchar kraju | Inne  | Inne   | Kontynent | Kontynent | Suma  | Suma   |
| Klub               | Sezon              | Liga                      | Mecze | Bramki | Mecze        | Bramki       | Mecze | Bramki | Mecze     | Bramki    | Mecze | Bramki |
| ------------------ | ------------------ | ------------------------- | ----- | ------ | ------------ | ------------ | ----- | ------ | --------- | --------- | ----- | ------ |
| RC Strasbourg II   | 2017/18            | Championnat National 3    | 18    | 1      | –            | –            | –     | –      | –         | –         | 18    | 1      |
| RC Strasbourg II   | 2018/19            | Championnat National 3    | 6     | 0      | –            | –            | –     | –      | –         | –         | 6     | 0      |
| RC Strasbourg II   | Ogólnie            | Ogólnie                   | 24    | 1      | 0            | 0            | 0     | 0      | 0         | 0         | 24    | 1      |
| RC Strasbourg      | 2019/20            | Ligue 1                   | 19    | 0      | 1            | 0            | 0     | 0      | 5         | 0         | 25    | 0      |
| RC Strasbourg      | 2020/21            | Ligue 1                   | 19    | 1      | 0            | 0            | –     | –      | –         | –         | 19    | 1      |
| RC Strasbourg      | Ogólnie            | Ogólnie                   | 38    | 1      | 1            | 0            | 0     | 0      | 5         | 0         | 44    | 1      |
| RB Lipsk           | 2021/22            | Bundesliga                | 28    | 1      | 6            | 0            | –     | –      | 7         | 0         | 41    | 1      |
| RB Lipsk           | 2022/23            | Bundesliga                | 24    | 1      | 5            | 1            | 1     | 0      | 7         | 1         | 37    | 3      |
| RB Lipsk           | 2023/24            | Bundesliga                | 32    | 2      | 2            | 0            | 1     | 0      | 7         | 1         | 42    | 3      |
| RB Lipsk           | 2024/25            | Bundesliga                | 1     | 0      | 1            | 0            | –     | –      | 0         | 0         | 2     | 0      |
| RB Lipsk           | Ogólnie            | Ogólnie                   | 85    | 4      | 14           | 1            | 2     | 0      | 21        | 2         | 122   | 7      |
| Al-Nassr           | 2024/25            | Saudi Professional League | 16    | 1      | 2            | 0            | –     | –      | 7         | 0         | 25    | 1      |
| Al-Nassr           | Ogólnie            | Ogólnie                   | 16    | 1      | 2            | 0            | 0     | 0      | 7         | 0         | 25    | 1      |
| Ogólnie w karierze | Ogólnie w karierze | Ogólnie w karierze        | 163   | 7      | 17           | 1            | 2     | 0      | 33        | 2         | 215   | 10     |

### Reprezentacyjne
(aktualne na dzień 26 lutego 2025)
| Reprezentacja      | Rok                | Mecze | Bramki |
| ------------------ | ------------------ | ----- | ------ |
| Francja U-20       | 2019               | 2     | 1      |
| Ogólnie            | Ogólnie            | 2     | 1      |
| Francja U-21       | 2022               | 1     | 0      |
| Francja U-21       | 2023               | 6     | 0      |
| Ogólnie            | Ogólnie            | 7     | 0      |
| Ogólnie w karierze | Ogólnie w karierze | 9     | 1      |

| Mecze i gole w reprezentacji | Mecze i gole w reprezentacji | Mecze i gole w reprezentacji | Mecze i gole w reprezentacji | Mecze i gole w reprezentacji | Mecze i gole w reprezentacji | Mecze i gole w reprezentacji | Mecze i gole w reprezentacji |
| Francja U-20                 | Francja U-20                 | Francja U-20                 | Francja U-20                 | Francja U-20                 | Francja U-20                 | Francja U-20                 | Francja U-20                 |
| Lp.                          | Data                         | Miejsce                      | Gospodarz                    | Gość                         | Wynik                        | Gol                          | Rozgrywki                    |
| ---------------------------- | ---------------------------- | ---------------------------- | ---------------------------- | ---------------------------- | ---------------------------- | ---------------------------- | ---------------------------- |
| 1.                           | 08.09.2019                   | Maribor                      | Słowenia U-20                | Francja U-20                 | 2:2                          | Gol                          | Mecz towarzyski              |
| 2.                           | 10.10.2019                   | Marbella                     | Norwegia U-20                | Francja U-20                 | 1:2                          |                              | Mecz towarzyski              |
| Francja U-21                 |                              |                              |                              |                              |                              |                              |                              |
| Lp.                          | Data                         | Miejsce                      | Gospodarz                    | Gość                         | Wynik                        | Gol                          | Rozgrywki                    |
| 1.                           | 19.11.2022                   | Caen                         | Francja U-21                 | Norwegia U-21                | 1:1                          |                              | Mecz towarzyski              |
| 2.                           | 25.03.2023                   | Leicester                    | Anglia U-21                  | Francja U-21                 | 4:0                          |                              | Mecz towarzyski              |
| 3.                           | 16.06.2023                   | Grenoble                     | Francja U-21                 | Meksyk U-21                  | 1:0                          |                              | Mecz towarzyski              |
| 4.                           | 22.06.2023                   | Kluż-Napoka                  | Francja U-21                 | Włochy U-21                  | 2:1                          |                              | Mistrzostwa Europy U-21 2023 |
| 5.                           | 25.06.2023                   | Kluż-Napoka                  | Norwegia U-21                | Francja U-21                 | 0:1                          |                              | Mistrzostwa Europy U-21 2023 |
| 6.                           | 28.06.2023                   | Kluż-Napoka                  | Szwajcaria U-21              | Francja U-21                 | 1:4                          |                              | Mistrzostwa Europy U-21 2023 |
| 7.                           | 02.07.2023                   | Kluż-Napoka                  | Francja U-21                 | Ukraina U-21                 | 1:3                          |                              | Mistrzostwa Europy U-21 2023 |

## Sukcesy
Sukcesy w karierze klubowej:

### RB Lipsk
- Puchar Niemiec (2×): 2021/2022, 2022/2023
- Superpuchar Niemiec (1×): 2023/2024